# Gwanpyeong-dong
Gwanpyeong-dong (koreanska: 관평동)  är en stadsdel i staden  Daejeon, i den centrala delen av landet, 130 km söder om huvudstaden Seoul. Den ligger i stadsdistriktet Yuseong-gu. 